# حزقيال مانويل فاسكيز
حزقيال مانويل فاسكيز (23 مارس 1988 - ) (بالإسبانية: Juan Manuel Vazquez)‏ هو لاعب كرة يد الأرجنتين. شارك في الألعاب الأولمبية الصيفية 2012.

## وصلات خارجية
- حزقيال مانويل فاسكيز على موقع أوليمبيديا (الإنجليزية)